# 최호중 (배우)
최호중(1981년 ~ )은 대한민국의 배우이다.

## 학력
- 수원대학교 연극영화학과

## 출연작

### 영화
- 《레나》 (2016년) - 강한성 역
- 《잡아야 산다》 (2016년) - 강 실장 역
- 《언체인드 러브》 (2015년)
- 《서부전선》 (2015년) - 연대본부 병사 1 역
- 《연평해전》 (2015년)
- 《픽업 아티스트》 (2014년) - 강승호 역
- 《음치클리닉》 (2012년) - 성인동창 역

### 드라마
- 《신의 퀴즈 4》 (2014년, OCN)
- 《아이 러브 이태리》 (2012년, tvN)
- 《학교 4》 (2001년, KBS2) - 인우의 친구 서준형 역
- 《세 친구》 (2000년, MBC)
- 《드라마시티 - 멋진녀석들》 (1997년, KBS2) - 태우 역
- 《신세대 보고 어른들은 몰라요》 (1997년, KBS2) - 명호 역
- 《용의 눈물》 (1996년, KBS1) - 사미승 역
- 《드라마게임 - 소년기》 (1996년, KBS2) - 지훈 역
- 《사춘기》 (1995년, MBC) - 석진 역